# Santa Bárbara, Santander
Santa Bárbara là một khu tự quản thuộc tỉnh Santander, Colombia. Thủ phủ của khu tự quản Santa Bárbara đóng tại Santa Bárbara Khu tự quản Santa Bárbara có diện tích 186 ki lô mét vuông. Đến thời điểm ngày 28 tháng 5 năm 2005, khu tự quản Santa Bárbara có dân số 2188 người.